# Шите-Ланц D.III
Шите-Ланц D.III је немачки ловачки авион. Авион је први пут полетео 1917. године. 

Највећа брзина у хоризонталном лету је износила 195 km/h. Размах крила је био 8,00 метара, а дужина 6,50 метара. Маса празног авиона је износила 670 килограма, а нормална полетна маса 860 kg. Био је наоружан са два синхронизована митраљеза ЛМГ 08/15 Шпандау (LMG 08/15 Spandau) калибра 7,92 mm.

## Наоружање
| Наоружање авиона: Шите-Ланц    |                     |
| Ватрено (стрељачко) наоружање  |                     |
| Топ                            |                     |
| Митраљез                       |                     |
| Број и ознака митраљеза        | 2 ЛМГ 08/15 Шпандау |
| Калибар                        | 7,92                |
| Бомбардерско наоружање (бомбе) |                     |
| Ракетно наоружање (ракете)     |                     |